# Frasnes-lez-Anvaing
Frasnes-lez-Anvaing (in piccardo Fraine-dilé-Anvegn) è un comune belga di 11 078 abitanti, situato nella provincia vallona dell'Hainaut.